# Salinas de Bujalcayado

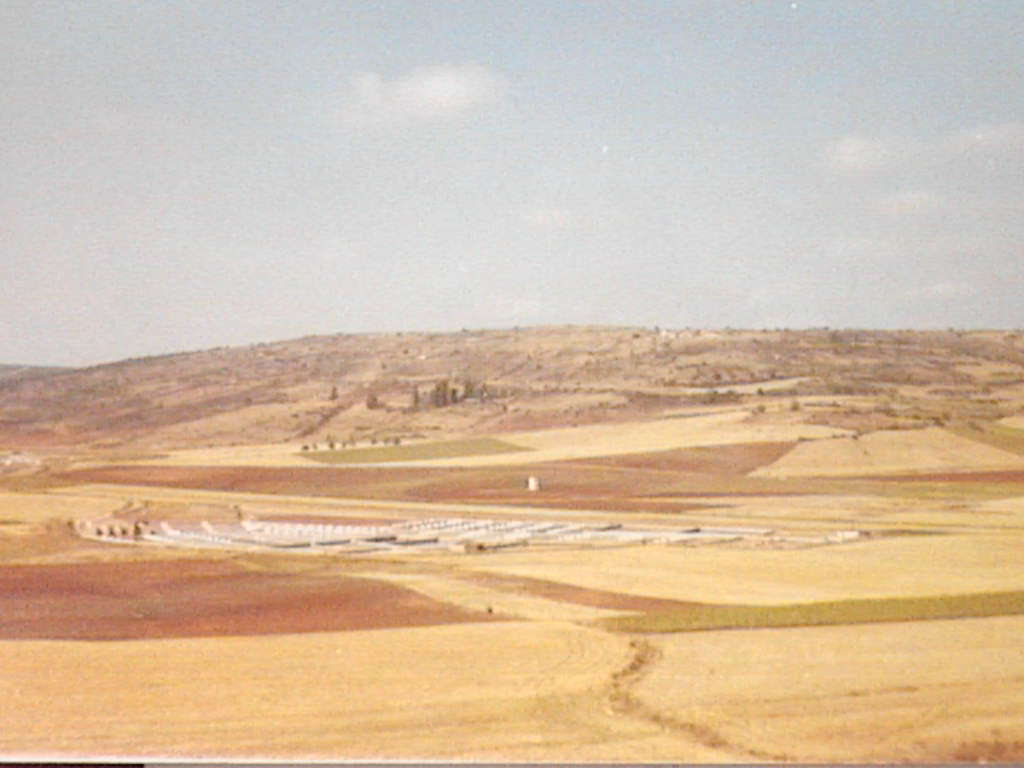
Vistas de las salinas de Bujalcayado.

Las salinas de Bujalcayado son unas salinas abandonadas situadas en el río de la Dehesa, afluente del Salado, cerca de Bujalcayado, en el término municipal de Sigüenza (Guadalajara, España). Desde los años 1970 no se explotan estas salinas. Constan de dos viviendas, un almacén central, tres norias, recocederos y varias albercas. Toda la construcción es de piedra, cal y madera. 

## Funcionamiento
El agua salada se extraía de las norias movidas por tracción animal, aunque antes de dejar la explotación se hacía con motobombas, y se vertía en el recocedero (grandes estanques) donde se almacenaba.
En la primavera se hacía la limpia, que consistía en quitar el agua de lluvia y las impurezas de las albercas. Después de la limpia se abrían los recocederos y se regaban las albercas. Por efecto del calor se producía la evaporación natural del agua de las albercas y se mantenía la sal.
Cuando la sal estaba quedaba suficiente de la alberca, se hacía la extracción y para ello era necesario despegar la sal del empedrado con una azada y con una herramienta llamada rodillo, con la que se movía la sal junto con el agua para arrimarla al caballón. Después se barrían y acto seguido se hacía un montón en forma de sierra, y se acondicionaba.
Pasado al menos un día, la sal fuera quedaba escurrida y lista para cargarla en caballos para transportar el producto al almacén. Para ver el número de quintales que entraban se contababilizaban el número de viajes que se hacían al almacén con la carga, y para el recuento se disponía de una tabla con un número de agujeros y un testigo, corriendo éste un agujero por carga. Al fin de la jornada se anotaban en el libro de contabilidad.
Para preparar los pedidos se envasaba la sal gruesa en sacos y se transportaba en carros, mulas y camiones. La sal era siempre en grano grueso y nunca se ha molido en estas salinas. Los vecinos Bujalcayado tenían derecho a unos quintales de sal anuales, totalmente gratuitos.
Siempre han tenido dos trabajadores fijos, uno de ellos era el encargado que llevaba la contabilidad y el funcionamiento de la explotación. En los meses de verano se necesitaba más personal y para ello se contrataban a personal del pueblo o también se traían otros trabajadores, preferentemente de Andalucía, para el trabajo manual de la explotación de la salina. Se trabajaba de sol a sol y normalmente no se descansaba los sábados, domingos y festivos.
- Datos: Q6117282